# Palantír

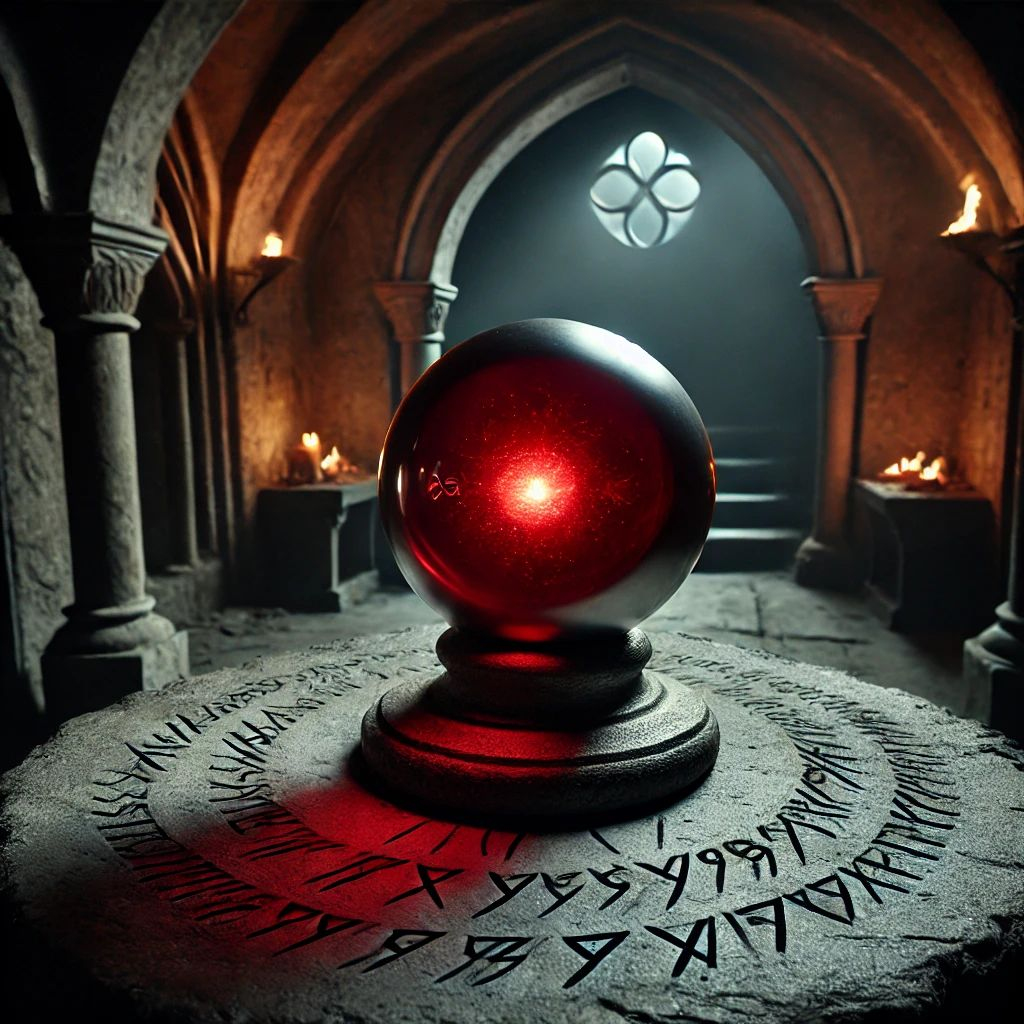
Podoba palantíru vytvořená umělou inteligencí

Palantír neboli Vidoucí kámen je kouzelný předmět ze Středozemě, který se objevuje v knihách Pán prstenů a Nedokončené příběhy J. R. R. Tolkiena.

## Vlastnosti
Palantír je kámen fungující víceméně jako křišťálová koule. V palantíru je možné vidět vzdálené věci (v prostoru i v čase) nebo lze s jeho pomocí komunikovat s jiným palantírem, a tak se domlouvat na dálku. 
Kameny mají vzhled koule z černého skla, ale nelze je zničit žádným známým způsobem (možná, ale nikde to není psáno, by mohly být zničeny v Puklinách osudu, stejně jako Prsteny moci). V době, kdy se odehrává děj Pána prstenů, vlastnil jeden Sauron (tento palantír zmizel s pádem Barad-dûru), druhý Saruman (tento palantír si zase odnesl Gandalf, který ho dal Aragornovi) a třetí Denethor (ten zůstal v Minas Tirithe). Čtvrtý kámen byl pravděpodobně stále střežen elfy z Lindonu v Emyn Beraid. Další tři byly ztraceny. Vládnoucí kámen se měl nacházet mimo Středozemi věži Avallónë na ostrově Tol Eressëa, ale neexistuje záznam o úspěšné komunikaci kteréhokoliv palantíru ze Středozemě s tímto palantírem. Vyskytují se v různých velikostech. Nejmenší má průměr okolo jedné stopy, největší by jeden muž sám neuzvedl. Navzájem mají Kameny specifické vztahy, některé dva Kameny jsou k sobě velmi silně přitahovány, takže při nahlédnutí do jednoho Kamene pravděpodobně ihned začne reagovat i druhý Kámen; některé větší Kameny navíc umožňují „odposlouchávat“ komunikaci dvou menších Kamenů. 
Sledování nebo komunikace palantírem vyžaduje určité duševní síly, přičemž čím vzdálenější, dávnější nebo detailnější informace se pozorovatel snaží spatřit, tím musí být vynaložené úsilí vyšší. Není bez zajímavosti, že palantíry ochotněji slouží svým právoplatným majitelům než osobám, které je uloupily nebo získaly jiným nepoctivým způsobem – proto se Kameny lépe ovládaly Aragornovi a Denethorovi než Sarumanovi a Sauronovi.
Kámen může pohlédnout skrz cokoli, kromě temnoty a stínu. Pomocí zvláštní techniky, zvané zahalení (shrouding), bylo ale možné se před pohledem palantíru skrýt. Znalosti této techniky byly dávno zapomenuty, ačkoli Sauron je pravděpodobně znal.
Kámen mohl přenášet pouze obraz, nikoli zvuk, nicméně při komunikaci mezi dvěma Kameny mohli jejich uživatelé „vysílat“ myšlenky, vnímané jako řeč.

## Palantíry ve Středozemi
Palantíry v dávných časech vyrobili Noldor, pravděpodobně dokonce sám Fëanor, nejzručnější z elfů. Na konci Druhého věku darovali Eldar sedm Vidoucích kamenů Elendilovu otci Amandilovi za jeho věrnost. Elendil je po té spolu se svými syny Isildurem a Anárionem zachránil ze zkázy Númenoru na svých lodích. Tři vzal na sever Elendil (palantíry Arnoru). Po dvou pak Isildur a Anárion na jih (palantíry Gondoru).

### Arnorské palantíry

#### Amon Sûl
Vládnoucí kámen severu umístěný ve strážní věži na Větrově. Sloužil patrně i ke komunikaci s Gondorem. Po ztrátě pevnosti ve válce s Angmarem přemístěn do Fornostu. Roku 1975 T. v. ztracen při potopení lodi v ledové zátoce Forochel.

#### Annúminas
Kámen v hlavním městě byl zřejmě nejběžněji používán králem Arnoru. Po přesunu hlavního města do Fornostu tam byl přemístěn i palantír. Ztracen spolu s kamenem z Větrova při potopení lodi v ledové zátoce Forochel.

#### Elostirion
V této nejvyšší z věží Emyn Beraid byl umístěn třetí palantír severu. Fungoval jinak než ostatní palantíry ve Středozemi. Hleděl stále na západ zřejmě směrem k ostrovu Tol Eressëi, kde měl být ve věži v městě Avallónë umístěn Vládnoucí kámen.

### Gondorské palantíry

#### Osgiliath
Vládnoucí palantír jihu byl umístěn v původním hlavním městě Gondoru, Osgiliathu. Roku 1437 T. v. byl zdejší kámen ztracen ve vodách Anduiny při vypálení města během bojů o nástupnictví na trůn Gondoru.

#### Minas Ithil
Jeden palantír se nacházel v Minas Ithil v horách Ephel Dúath. V r. 2002 Třetího věku věž dobyl Sauron a osídlil ji Prstenovými přízraky. Zmocnil se tak ithilského Kamene, jejž odnesl do věže Barad-dûr. Bylo to vůbec poprvé, kdy se palantír dostal do nepovolaných rukou, a protože si toho gondorští vládci byli vědomi, přestali zbylé Kameny používat kvůli strachu ze Sauronovy vůle.
Kámen zřejmě zanikl po pádu Saurona a zhroucení Temné věže.

#### Minas Anor
Další kámen se nacházel v Minas Anor, později zvaném Minas Tirith. Od ztráty Minas Ithil jej pravděpodobně žádný ze správců nepoužil až do doby Denethora II. Ten získal velké znalosti ve starých učeních a pravděpodobně začal Kámen užívat už brzy po svém nástupu na správcovský stolec. Bylo to proto, že ve službách jeho otce bojoval tajemný bojovník Thorongil, jejž Denethor viděl jako svého konkurenta a zřejmě dokázal uhodnout jeho původ – že jde o právoplatného dědice Gondoru. Kámen pak mohl užívat ke sledování jeho kroků, stejně jako kroků čaroděje Gandalfa, jemuž nikdy příliš nedůvěřoval. 
Užívání Kamene jej nesmírně vysilovalo, takže předčasně zestárl. Když byl však i on sveden Sauronem, nedokázal jej Temný pán zcela zlomit a užíval Kámen jen k jeho klamání – Denethor tak postupně ztratil veškerou naději na vítězství ve Válce o Prsten a při obléhání Minas Tirith se upálil na hranici. Protože byl však mužem nesmírných duševních sil, jeho moc nad Kamenem přetrvala a kdo od té doby pohlédl do Kamene z Minas Tirith, musel mít obrovskou vůli, aby dokázal spatřit něco jiného než dvě staré paže stravované plameny.

#### Orthank
Jeden z kamenů byl umístěn v Železném pasu v Orthanku, největší věži postavené Dúnadany ve Druhém věku na jižním okraji Mlžných hor. Postupně se tato oblast stala poměrně málo osídlená a slábnoucí moc Gondoru nedokázala tak odlehlou končinu účinně spravovat, proto v r. 2759 uzavřel Beren, vládnoucí správce Gondoru, spojenectví s čarodějem Sarumanem, jemuž svěřil správu nad Železným pasem. Saruman tak získal klíče od Orthanku i tamní palantír. 
Saruman se však postupně začal obracet ke zlému a Kámen užíval ke špehování svých protivníků a nepřátel, až se nakonec střetl se Sauronem, který jej pomocí Kamene zlomil a od té doby mu skrze palantír udílel rozkazy. Kámen tak napomohl tomu, že se jejich síly mohly pohybovat poměrně koordinovaně. 
Po bitvě u Hlásky, kdy enti zničili Železný pas, Saruman o svůj Kámen přišel. Když totiž před branami Orthanku Gandalf se Sarumanem vyjednával, vrhl na něj palantír Gríma Červivec – ke značné Sarumanově nelibosti. Palantír Gandalfa minul a málem skončil pod vodou, před čímž ho zachránil Peregrin Bral, který však podlehl jeho kouzlu. V noci Kámen odcizil a pohlédl do něj. Tím se střetl se samotným Sauronem, jemuž nedokázal odolat, ale neprozradil mu nic, protože Sauron se domníval, že hobit je vězněm Orthanku, a tak, než aby se zdržoval výslechem, poslal pro zajatce létajícího nazgûla.
Kámen poté Gandalf odevzdal Aragornovi, jemuž jako dědici králů právem náležel. Aragorn se pak odvážil nebezpečného kousku, když sám pohlédl do Kamene – a podařilo se mu jej vytrhnout ze Sauronovy vůle a získal tak mnohé informace o přicházející válce a nebezpečí v podobě umbarských korzárů, kteří hrozili napadnout Gondor z jihu. 
Po Válce o Prsten zůstal orthancký Kámen jediný použitelný a stal se tak majetkem králů Obnoveného království.

## Odraz v kultuře
V knize Terryho Pratchetta Zaslaná pošta se objevují magické přístroje, nazývané omniskopy, jimiž autor paroduje palantíry nebo též zrcadlo Galadriel. Omniskopem lze pohlédnout na libovolné místo ve vesmíru, ale je nesmírně těžké spatřit v něm něco konkrétního. Proto přístroj zpravidla ukazuje jenom prázdno, které tvoří většinu vesmíru, a mágové jej užívají jako zrcadlo. Při jednom použití se arcikancléř Vzoromil Výsměšek rozčiluje: „Pořád to nefunguje, pane Ctibume! Zase je tam vidět jen to zatracené ohnivé oko!“